# 有華
有華（ゆか、1994年10月9日 - ）は、日本の女性シンガーソングライター。血液型はO型。大阪府高槻市出身。所属事務所はスマイルカンパニー、所属レーベルは日本コロムビア。

## 略歴
大阪府高槻市出身。三人兄弟の末っ子として生まれる。
幼少期より地元のミュージックスクールにてピアノや声楽を学んでおり、物心ついた頃から歌への憧れがあった。
高校生の頃からオリジナル曲を作り始め、三年生の時に歌手になることを決心。様々なコンテストやオーディションに応募するも落ち続け、結局事務所に所属することもなく一般企業に就職。それでも諦めず休日にはライブハウスで活動を続けていた。
そんな折、著名アーティストの曲をカバーした動画をInstagramなどで投稿したところ多くの反響を呼び、さらに2015年にYouTubeにアップした「バースデーソング」も再生数が増加。徐々に注目を集めていく。
そして2017年には初のワンマンライブを開催。その後も2018年6月 - 9月に2ndワンマンツアーを開催。すべての会場でチケットは完売した。
2019年7月3日には、自身初となる全国流通ミニアルバムとなる『キミノサプリ』をリリースした。2019年7月 - 9月にかけ3rdワンマンライブを全国12会場で開催。
2021年5月には「一蓮星」をデジタルリリース。
2022年2月16日に7年ぶりにリアレンジした代表曲「バースデーソング - 2002 Ver. - 」をデジタル配信リリース。
6月22日にはEP「Stamp Rally」のデジタルリリース決まっており、6月29日にはCD+Tシャツセット（通販とライブ会場限定盤）も発売される。7月には『有華ワンマンツアー2022「Stamp Rally」』を開催。
2023年1月18日、デジタルシングル「Baby you」でメジャーデビュー。楽曲はandropの内澤崇仁が提供している。3月1日には、メジャーデビューシングル「Baby you」がビルボード発表3/1付「TikTok Weekly Top20」で1位を獲得。ストリーミング1,200万回、ミュージックビデオ300万回、SNS総再生回数20億回を突破。また4月18日にはインドネシア、マレーシア、タイ、シンガポール、フィリピン、ベトナムのSpotifyバイラルチャートでトップ10入りし、インドネシアのTikTok楽曲ランキングでは2位を獲得した。TikTok投稿は国内外で50万本を超えた。
同年4月12日にNHK 夜ドラ『おとなりに銀河』主題歌「HAPPY DATE」をリリース。同日に有華のソロカットで構成した実写バージョンのミュージック・ビデオを、29日に有華をモチーフにしたイラストで構成したイラストバージョンのミュージック・ビデオを公開した。
同年10月25日、メジャー1stアルバム『messy bag』を発売。収録曲の「#Me」が、有華本人が出演するロート製薬「ロート リセ」CMソングに起用された。
同年12月20日、自身の地元である大阪府高槻市の『高槻市定住促進アンバサダー』に就任。
2025年3月19日、2ndフルアルバム『my space my time』を発売。

## 人物
- 武庫川女子大学音楽学部応用音楽学科卒業。大学では幼稚園や老人福祉施設での音楽療法を行っていた[1]。
- モーニング娘。に憧れていたことから、最初は歌って踊れる歌手を目指していたという[16]。
- シンガーソングライターへの憧れを持ったきっかけは絢香。デビュー前、2015年に開催された絢香のファンクラブイベントで、一緒にステージで「はじまりのとき」を歌う企画に抽選で選ばれたことがあり、この時の経験は、有華がプロミュージシャンを目指す大きな原動力になった[16]。

## 出演

### テレビ
- 誰も調べたことがない日本語ランキング ニッポンねほりはほり（2017年8月20日、テレビ西日本制作・フジテレビ系列全国ネット） - 街頭インタビュー出演
- Zの選択「#だれかとつながっていたいですか?」（2020年8月20日、NHK Eテレ）
- フィーチャーズ（2021年3月16日、フジテレビ）
- CDTVライブ!ライブ! 3時間SP（2022年6月20日、TBSテレビ）
- Venue101（2022年10月29日、NHK総合テレビ）
- 関内デビル（2023年2月3日、テレビ神奈川）
- Bomber-E（2023年2月21日、メ～テレ）
- Love music（2023年3月6日、フジテレビ）
- カミオト夜（2023年3月17日、読売テレビ）
- ぐるっと関西おひるまえ（2023年5月22日、NHK大阪）
- カミオト−前夜祭−（2023年6月16日、読売テレビ）
- 火曜NEXT!『うたたね』（2023年7月19日・7月26日、フジテレビ）
- 音ボケPOPS（2023年7月22日、TOKYO MX）
- OBS70th感謝祭Fun＋Peak!!「1部」（2023年9月23日、OBS大分放送）
- NHK WORLD-JAPAN Music Festival 2023（2023年11月19日・2024年1月3日、NHKワールド JAPAN・NHK総合テレビ）
- The Covers『10周年フェス in 大阪』（2023年12月24日、NHK BSプレミアム4K）

### ラジオ

#### 現在
- Kiss & Ride - 木曜DJ（2022年6月23日・10月 - 、FMヨコハマ）
- 牛乳石鹸 presents ゆかの湯（2025年7月3日 - 、朝日放送ラジオ）

#### 過去
- 下埜正太のショータイムレディオ（朝日放送ラジオ） - 2019年1月4日から2020年3月27日までアシスタント（3代目）としてレギュラー出演。番組卒業後も2020年6月12日放送分にゲスト出演。
- あどりぶラヂオ（2019年1月22日、MBSラジオ）
- アットイーズ（2019年7月3日、Kiss FM KOBE）
- LOVE FLAP（2019年7月9日、エフエム大阪）
- J-AC TOP40（2019年7月13日、α-STATION）- コメント出演
- Music Bit（2019年7月17日、エフエム大阪）
- 武庫川女子大学ラジオ-MUKOJOラジオ-（2020年2月26日、エフエム大阪）
- ラジオで卒業式～今こそ、家族とABCラジオ～（2020年3月22日、朝日放送ラジオ）
- ヴァイナル・ミュージック〜歌謡曲2.0〜（文化放送） - 木曜マンスリーパーソナリティ（2021年12月、2022年2月、2022年6月）
- あしたの音楽（2022年5月19日、bay fm）- インタビュー出演
- ABCミュージックパラダイス（2022年6月3日・2023年2月13日・8月11日、ABCラジオ）
- Kiss MUSIC PRESENTER FRIDAY（2022年6月3日・2023年8月18日、Kiss FM KOBE）
- SWEET VOX（2022年6月6日、ZIP-FM） - リモート出演
- 802 Easy Luck（2022年6月8日、FM802） - インタビュー出演
- CULTURE RADIO via TOKYO(2022年6月11日、ZIP-FM)
- Twilight Magic（2022年6月14日、FM GIFU） - 電話生出演
- 60TRY部（2022年6月14日・2023年4月19日、ラジオ日本）
- 四千ミルク（2022年6月15日、FM FUJI）
- ONE FINE DAY（2022年6月22日、α-station）
- 9ジラジ（2022年6月23日、広島エフエム）
- MISH MASH FRIDAY-金ズマ（2022年6月24日、CROSS FM）
- K-mix Wiz.（2022年6月27日、K-mix）
- Seasoning -season your life with music-（2022年6月27日、JFN）
- ゲツモク（2022年6月27日、FM三重）
- JUMP UP MELODIES TOP 20（2022年7月1日・2023年5月26日、TOKYO FM）
- GENZ（2022年7月6日、ZIP-FM）
- GOGO RADIO COMPANY（2022年7月7日、FM NORTH WAVE）
- CATCH OF SUMMER(2022年7月29日、FMヨコハマ）
- CITY CHILL CLUB（2022年11月、TBSラジオ）
- ミュージックライン（2023年1月20日・11月6日、NHK-FM）
- ひろしま コイらじ（2023年2月21日、NHK広島）
- YOKOHAMA RADIO APARTMENT 「ドア開けてます！」（2023年4月17日、FMヨコハマ）
- キャッチ!（2023年4月24日、FM滋賀） - リモート出演
- MAGIC JAM（2023年7月3日、ZIP-FM） - リモート出演
- D's Cafe supported byディズニー★JCBカード（2023年9月17日・24日、bay fm）

### インターネット配信
- 恋する♥週末ホームステイ（2024年2月27日、ABEMA SPECIAL）

### MV
- ちゃんみな「TOKYO 4AM」（2022年）[17]

## 作品

### シングル

#### インディーズ
|     | 発売日 | タイトル             | 収録曲                                                                              | 備考               |
| --- | ------ | -------------------- | ----------------------------------------------------------------------------------- | ------------------ |
| 3rd |        | アイノカタチ         | 1. Wedding Song 2. Not be afraid of love 3. プラス＝マイナス 4. ミルクコーヒー      | ライブ会場限定発売 |
| 4th |        | ただいま、おかえり。 | 1. ただいま、おかえり。 2. 君は君 3. バースデーソング 4. バースデーソング(-off vo-) | ライブ会場限定発売 |

### 配信限定シングル

#### インディーズ
|     | 発売日         | タイトル                     | 収録曲                                             |
| --- | -------------- | ---------------------------- | -------------------------------------------------- |
| 1st | 2018年10月31日 | あなたもね                   | 1. あなたもね 2. カラフル 3. Lonely days           |
| 2nd | 2018年11月28日 | 言えないよ                   | 1. 言えないよ 2. プラス=マイナス 3. ミルクコーヒー |
| 3rd | 2020年4月22日  | 愛が溢れて胸いっぱい         | 1. 愛が溢れて胸いっぱい                            |
| 4th | 2021年5月4日   | 一蓮星                       | 1. 一蓮星                                          |
| 5th | 2022年2月16日  | バースデーソング（2022ver.） | 1. バースデーソング（2022ver.）                    |
| 6th | 2022年3月23日  | Marry me                     | 1. Marry me                                        |
| 7th | 2022年4月20日  | Partner                      | 1. Partner                                         |
| 8th | 2022年9月21日  | Bestie                       | 1. Bestie                                          |
| 9th | 2022年11月30日 | ずるいね。                   | 1. ずるいね。                                      |

#### メジャー
|      | 発売日        | タイトル        | 収録曲             |  |
| ---- | ------------- | --------------- | ------------------ |  |
| 1st  | 2023年1月18日 | Baby you        | 1. Baby you        |  |
| 2nd  | 2023年4月12日 | HAPPY DATE      | 1. HAPPY DATE      |  |
| 3rd  | 2023年7月5日  | Darling Darling | 1. Darling Darling |  |
| 4th  | 2023年9月20日 | 恋ごころ        | 1. 恋ごころ        |  |
| 5th  | 2024年2月4日  | LOVESICK        | 1. LOVESICK        |  |
| 6th  | 2024年2月28日 | 告うた          | 1. 告うた          |  |
| 7th  | 2024年6月12日 | 嫌いになれたら  | 1. 嫌いになれたら  |  |
| 8th  | 2024年9月28日 | レモネード      | 1. レモネード      |  |
| 9th  | 2024年12月4日 | Our Xmas        | 1. Our Xmas        |  |
| 10th | 2025年3月5日  | またね          | 1. またね          |  |

### ミニアルバム

#### インディーズ
|     | 発売日         | タイトル     | 収録曲 | 備考               |
| --- | -------------- | ------------ | --- | ------------------ |
|     |                | I am         | 1. バースデーソング 2. スクリーンショット 3. 午前３時 4. この星のメロディ                                                          | ライブ会場限定発売 |
| 1st | 2019年7月3日   | キミノサプリ | 1. Hey girl!!!! 2. 君は君 3. パズル 4. あなたもね 5. 捨て猫 6. リングノート 7. おつかれさま。                                      |                    |
| 2nd | 2021年01月13日 | Cherish it   | 1. Girls Trouble 2. ココロのおはなし 3. 愛が溢れて胸いっぱい 4. ポケット 5. ピーターパンシンドローム 6. なんでなのかわからないけど |                    |

### EP
|     | 発売日        | タイトル    | 収録曲                                                                                     | 備考     |
| --- | ------------- | ----------- | ------------------------------------------------------------------------------------------ | -------- |
| 1st | 2022年6月22日 | Stamp Rally | 1. バースデーソング 2. Partner 3. 一蓮星 4. Marry me 5. サヨナラのはじまり 6. 終わらない唄 | 配信限定 |

### アルバム

#### メジャー
| #   | 発売日         | タイトル         | 収録曲 | 規格品番   | 規格品番                              | 備考 |
| #   | 発売日         | タイトル         | 収録曲 | 初回盤     | 通常盤                                | 備考 |
| --- | -------------- | ---------------- | --- | ---------- | ------------------------------------- | ---- |
| 1st | 2023年10月25日 | messy bag        | 1. Partner 2. Bestie 3. Baby you 4. 恋ごころ 5. #Me 6. HAPPY DATE 7. Darling Darling 8. キミエール 9. ずるいね。 10. Gentleman 11. Baby you -Reprise- | COCP-42121 | COCP-42122                            |      |
| 2nd | 2025年3月19日  | my space my time | 1. Bad boy 2. 告うた 3. ミラクル 4. 嫌いになれたら 5. 2930 6. LOVESICK 7. レモネード 8. またね 9. Our Xmas 10. うたでつなごう                         |            | COCP-42470 （LPサイズジャケット仕様） |      |

### 参加楽曲
- 100万回の「I love you」（Covered by コバソロ＆有華）
  - コバ（小林 真）のソロプロジェクト「コバソロ」のカバーアルバム『これくしょん2』（2019年2月20日発売）に収録。

## タイアップ
| 年     | 曲名       | タイアップ                                       |
| ------ | ---------- | ------------------------------------------------ |
| 2023年 | HAPPY DATE | NHK総合 夜ドラ『おとなりに銀河』主題歌           |
| 2023年 | #Me        | ロート製薬「ロート リセ」CMソング                |
| 2023年 | キミエール | ブルボン「濃厚チョコブラウニー」CMソング         |
| 2024年 | 恋ごころ   | WEBドラマ『162のキセキ』タイアップソング         |
| 2024年 | 告うた     | ABEMA『恋する♡週末ホームステイ 2024冬』主題歌    |
| 2024年 | Our Xmas   | FMヨコハマ「Hot Winter Magic」キャンペーンソング |
| 2024年 | ミラクル   | 高槻市定住促進プロモーション楽曲                 |

## ライブ・イベント

### 主催ライブ
- 有華ワンマンツアー2022 「Stamp Rally」
  - 2022年7月14日、梅田CLUB QUATTRO
  - 2022年7月16日、Drum Be-1
  - 2022年7月22日、名古屋CLUB QUATTRO
  - 2022年7月24日、渋谷CLUB QUATTRO
- 有華メジャーデビューワンマンツアー 2023[29][30]
  - 2023年2月3日　横浜 mint hall
  - 2023年2月4日　西川口 Hearts
  - 2023年2月16日　KYOTO MUSE
  - 2023年2月17日　福岡 DRUM Be-1
  - 2023年2月26日　沖縄 桜坂セントラル
  - 2023年3月10日　愛知 SPADE BOX
  - 2023年3月11日　広島 Yise
  - 2023年3月18日　札幌 PLANT
  - 2023年3月24日　恵比寿 LIQUID ROOM
  - 2023年3月25日　大阪 BIGCAT
- 有華ワンマンライブ2024「messy bag」[31]
  - 2024年1月27日　東京 日本橋三井ホール
  - 2024年2月3日　大阪 サンケイホールブリーゼ

### 出演ライブ
- 名古屋BLcafe × 坂口有望 「LUNCH VOX -pop day- vol.3」
  - 2022年1月29日、名古屋BLcafe
- 渋谷eggman × 坂口有望 「LUNCH VOX -pop day- vol.5」
  - 2022年8月13日、渋谷eggman
- SOUND NEST vol.1
  - 2022年9月19日、渋谷ストリームホール